# Hypsosinga vaulogeri
Hypsosinga vaulogeri là một loài nhện trong họ Araneidae.
Loài này thuộc chi Hypsosinga. Hypsosinga vaulogeri được Eugène Simon miêu tả năm 1909.